# 1642
Năm 1642 (số La Mã: MDCXLII) là một năm thường bắt đầu vào thứ Tư trong lịch Gregory (hoặc một năm thường bắt đầu vào thứ Bảy của lịch Julius chậm hơn 10 ngày).

## Sinh
- 2 tháng 1 - Mehmed IV, Sultan Ottoman (mất 1693)
- 11 tháng 1 - Mary Carleton, kẻ mạo danh (mất 1673)
- 18 tháng 2 - Marie Champmeslé, nữ Diễn viên người Pháp (mất 1698)
- 15 tháng 4 - Suleiman II, Sultan Ottoman (mất 1691)
- 20 tháng 6 - George Hickes, tướng và học giả Anh (mất 1715)
- 14 tháng 8 - Cosimo III de 'Medici, Đại Công tước của Tuscany (mất 1723)
- 11 tháng 11 - Charles André Boulle, Pháp-nhà sản xuất nội (mất 1732)
- 6 tháng 12 - Johann Christoph Bach, nhà soạn nhạc người Đức (mất 1703)
- 30 tháng 12 - Vincenzo da Filicaja, nhà thơ người Ý (mất 1707)
- Ngày chưa biết:
  - John Archdale, thống đốc thuộc địa của Anh (mất 1717)
  - Abdul-Qader Bedil, nhà thơ Ba Tư Sufi (mất 1720)
  - Bonaventure Giffard, linh mục Công giáo Anh (mất 1734)
  - Josep Romaguera, người Catalan (mất 1723)
  - Albert Janse Ryckman, Thị trưởng của Albany, nổi bật Brewermaster (mất 1737)
  - Isaac Newton, nhà khoa học, sinh vào ngày Giáng sinh (mất 1727)

## Mất
8 tháng 1 năm 1642, galileo galilei mất